# Pyaar Kiya To Darna Kya
Pyaar Kiya To Darna Kya – bollywoodzki film z 1998 roku wyreżyserowany przez Sohaila Khana. W rolach głównych Kajol i dwaj bracia reżysera Salman Khan i Arbaaz Khan.

## Opis
Muskaan Thakur (Kajol) to nie tylko piękna ale i utalentowana młoda dama. Nic więc dziwnego, że otrzymuje wiele propozycji zamążpójścia od pożądanych młodych kawalerów i/lub ich rodzin. Jednak jej brat Vishaal (Arbaaz Khan) ma bardzo duże wymagania, co do swojego przyszłego szwagra. Dlatego odrzuca wszystkie propozycje, jedną po drugiej. Kiedy Muskaan zakochała się w Suraju Khannie (Salman Khan), przedstawia go swojej rodzinie. Wybranek zostaje poddany testowi i również zostaje odrzucony. Vishaal ma inne plany co do siostry. Chce, aby poślubiła brata Thakura Vijaya Singha. Nie wie jednak, że Thakur Vijay Singha również ma swoje powody, aby doprowadzić do tego ożenku.

## Obsada
| Aktor         | Postać                     |
| ------------- | -------------------------- |
| Salman Khan   | Suraj Khanna               |
| Kajol         | Muskaan Thakur             |
| Arbaaz Khan   | Vishal Thakur              |
| Anjala Zaveri | Ujala                      |
| Dharmendra    | Thakur Ajay Singh          |
| Kiran Kumar   | Akash Khanna               |
| Kunika        | Pani Khanna                |
| Aashif Sheikh | Brat Thakura Vijaya Singha |
| Nirmal Pandey | Thakur Vijay Singh         |
| Tiku Talsania | Dyrektor szkoły            |
| Ashok Saraf   | Tadkomal                   |
| Razak Khan    |                            |

## Nagrody i nominacje

### Filmfare Awards 1998
Zdobyta nagroda
- R.D. Burman Award, dla Kamaala Khana za piosenkę "O o jaane jaana"

Nominacje
- najlepszy aktor – Salman Khan
- najlepszy aktor drugoplanowy – Arbaaz Khan
- najlepszy męski playback – Kamal Khan

### Star Screen Awards 1999
Nominacje
- najlepsza aktorka - Kajol

## Piosenki
- O O Jane Jaana
- Deewana Main Chala
- Tum Par Hum Atke
- Teri Jawani Badi Mast Mast Hai
- Odh Li Chunariya Tere Naam Ki